# Johannes Karel Geverding
Johannes Karel Geverding (Amsterdam, 30 december 1805 – Den Haag, 9 maart 1876) was een Nederlands beeldhouwer.

## Leven en werk
Geverding werd op 6 januari 1806 gedoopt in de Lutherse kerk in Amsterdam als zoon van timmerman Matthijs Geverding en Johanna Elizabeth Hendrica Voorstadt. Hij trouwde in 1829 met Cornelia Josophia Garnier (1806-1878) en vestigde zich in Den Haag. Uit hun huwelijk werd onder anderen de beeldhouwer Carl Geverding geboren. Geverding nam een aantal keren deel aan de tentoonstellingen van Levende Meesters in Amsterdam en Den Haag en ontving in 1828 een aanmoedigingspremie.

## Werken (selectie)
- 1836 buste van Joost van den Vondel
- 1837 buste van de prins van Oranje
- 1839 buste van Wijnand Nuijen
- 1840 drie gipsen sculpturen voor het Paleis van Justitie in Assen

- RKD-Nederlands Instituut voor Kunstgeschiedenis: 469192